# Qualificazioni alla Coppa delle nazioni africane femminile 2024
Questa voce raccoglie un approfondimento sui risultati degli incontri per le qualificazioni alla fase finale della Coppa delle nazioni africane femminile 2024.

## Primo turno
| Squadra 1          | Totale          | Squadra 2           | Andata | Ritorno |
| ------------------ | --------------- | ------------------- | ------ | ------- |
| Senegal            | 3 - 2           | Mozambico           | 1 - 1  | 2 - 1   |
| Egitto             | 8 - 0           | Sudan del Sud       | 4 - 0  | 4 - 0   |
| Rep. Centrafricana | 1 - 10          | Mali                | 1 - 7  | 0 - 3   |
| Guinea             | 11 - 0          | Mauritius           | 8 - 0  | 3 - 0   |
| Nigeria            | [ 1 ]           | São Tomé e Príncipe | -      | -       |
| Capo Verde         | 6 - 2           | Liberia             | 3 - 0  | 3 - 2   |
| Uganda             | 2 - 3           | Algeria             | 1 - 2  | 1 - 1   |
| Burundi            | 2 - 2 (5-3 dtr) | Etiopia             | 1 - 1  | 1 - 1   |
| Guinea Equatoriale | [ 1 ]           | Libia               | -      | -       |
| RD del Congo       | 4 - 2           | Benin               | 2 - 1  | 2 - 1   |
| Costa d'Avorio     | 2 - 2 (2-4 dtr) | Tanzania            | 2 - 0  | 0 - 2   |
| Gibuti             | 0 - 13          | Togo                | 0 - 7  | 0 - 6   |
| Ruanda             | 0 - 12          | Ghana               | 0 - 7  | 0 - 5   |
| Gambia             | 2 - 5           | Namibia             | 2 - 3  | 0 - 2   |
| Camerun            | 1 - 1 (3-4 dtr) | Kenya               | 1 - 0  | 0 - 1   |
| Gabon              | 1 - 10          | Botswana            | 1 - 4  | 0 - 6   |
| Tunisia            | 12 - 1          | Niger               | 7 - 0  | 5 - 1   |
| Guinea-Bissau      | 0 - 3           | Rep. del Congo      | 0 - 1  | 0 - 2   |
| Angola             | [ 1 ]           | Sudan               | -      | -       |
| eSwatini           | 2 - 6           | Burkina Faso        | 2 - 3  | 0 - 3   |

## Secondo turno
| Squadra 1          | Totale | Squadra 2      | Andata | Ritorno |
| ------------------ | ------ | -------------- | ------ | ------- |
| Senegal            | 4 - 0  | Egitto         | 4 - 0  | 0 - 0   |
| Mali               | 10 - 2 | Guinea         | 7 - 2  | 3 - 0   |
| Nigeria            | 7 - 1  | Capo Verde     | 5 - 0  | 2 - 1   |
| Algeria            | 6 - 1  | Burundi        | 5 - 1  | 1 - 0   |
| Guinea Equatoriale | 2 - 3  | RD del Congo   | 1 - 1  | 1 - 2   |
| Tanzania           | 3 - 1  | Togo           | 3 - 0  | 0 - 1   |
| Ghana              | 3 - 2  | Namibia        | 3 - 1  | 0 - 1   |
| Kenya              | 1 - 2  | Botswana       | 1 - 1  | 0 - 1   |
| Tunisia            | 6 - 3  | Rep. del Congo | 5 - 2  | 1 - 1   |
| Angola             | 0 - 12 | Zambia         | 0 - 6  | 0 - 6   |
| Burkina Faso       | 1 - 3  | Sudafrica      | 1 - 1  | 0 - 2   |